# Texas blues
Texas blues je subžánr bluesové hudby, který vznikl v Texasu ve dvacátých letech dvacátého století. Na přelomu šedesátých a sedmdesátých let se žánr znovu začal hrát, mezi hudebníky, kteří v té době Texas blues hráli patří například Johnny Winter, později například skupina The Fabulous Thunderbirds a Stevie Ray Vaughan. V současné době hrají stylem Texas blues např. ZZ Top.

## Hudebníci hrající texas blues
- Albert Collins
- Lightnin' Hopkins
- Blind Lemon Jefferson
- Freddie King
- Leadbelly
- Big Mama Thornton
- The Fabulous Thunderbirds
- Jimmie Vaughan
- Stevie Ray Vaughan
- T-Bone Walker
- Johnny Winter
- Janis Joplin
- ZZ Top
- Mance Lipscomb
- Kenny Wayne Sheppard